# الدوري الإيطالي 1937–38
الدوري الإيطالي الدرجة الأولى 1937–38 (بالإيطالية: Serie A 1937-1938)‏ هو موسم من الدوري الإيطالي الدرجة الأولى. أقيم خلال الفترة 12 سبتمبر 1937 وحتى 24 أبريل 1938، وفاز فيه نادي إنتر ميلانو.